# هارولد ماكاي
هارولد ماكاي هو محامي كندي، ولد في 1 أغسطس 1940 في ريجاينا في كندا.

## وصلات خارجية
- هارولد ماكاي على موقع إن إن دي بي (الإنجليزية)